# 7097 Yatsuka
7097 Yatsuka este un asteroid din centura principală de asteroizi.

## Descriere
7097 Yatsuka este un asteroid din centura principală de asteroizi. A fost descoperit pe 8 octombrie 1993 la Yatsuka de Hiroshi Abe (astronom) și Seidai Miyasaka. Asteroidul prezintă o orbită caracterizată de o semiaxă mare de 2,38 ua, o excentricitate de 0,19 și o înclinație de 1,8° în raport cu ecliptica.